# Studenitz
Studenitz war eine wüste Feldmark im Fläming und ging in Neuheim auf, im 21. Jahrhundert ein Ortsteil der Stadt Jüterbog im Landkreis Teltow-Fläming in Brandenburg.

## Geografische Lage
Das Dorf befand sich südlich von Mehlsdorf bei Felgentreu (Nuthe-Urstromtal) und erschien im Schmettauschen Kartenwerk von 1778/1786 als alte Dorf Stelle zwischen zwei kleinen Seen südwestlich von Mehlsdorf.

## Geschichte
Das noch aktive Dorf wurde 1225 erstmals als Studenitz urkundlich erwähnt und 1410 als wüste Feldmark deserte ville Studenitz mit einer Größe von 40 Hufen bezeichnet, die sich im unmittelbaren Besitz des Erzbischofs befand. Er verkaufte die Fläche an das Kloster Zinna. Der Schulze und Hufner aus Mehlsdorf besaß im Jahr 1480 in Das ander dorf wird Studenitz genennet 18 wüste Hufen. Der Schulze aus dem Dorf Zinna (dem späteren Neuheim) besaß zwei wüste Hufen, ein Zweidorfhufner besaß drei wüste Hufen, sechs Zweidorfhufner jeder zwei wüste Hufen, vier Zweidorfhufner jeder eine wüste Hufe, so dass nur 39 Hufen auf der wüsten Feldmark bewirtschaftet wurden. Die Kirche aus dem Dorf Zinna besaß vier Hufen, von denen möglicherweise zwei in der Feldmark von Slautitz enthalten waren. Der Pfarrer erhielt von jedem Hufner aus Mehlsdorf Einkünfte. Im Jahr 1536 erschien das Dorf als villam deseertam Studentiz im Besitz der Brüder von Bredow, die es zuvor offenbar bereits im Pfandbesitz hielten, es aber nach nur einem Jahr wieder an das Kloster zurückgaben. Nach der Reformation übernahm das Amt Zinna die Flächen. Diese wurden 1568 von 12 Einhufnern aus Mehlsdorf bewirtschaftet, die jeder eine wüste Hufe nutzten. Der Schulze und Kossät bewirtschaftete einen Acker, im Dorf Zinna besaß der Schulze nach wie vor zwei wüste Hufen. Hinzu kamen erneut ein Zweidorfhufner mit drei wüsten Hufen, mittlerweile sieben Zweidorfhufner mit je zwei wüsten Hufen und drei Zweidorfhufner mit einer wüsten Hufe – in Summe 22 wüste Hufen in Studenitz.
Im Dreißigjährigen Krieg wurden 28 wüste Hufen aus Mehlsdorf und 22 wüste Hufen aus dem Dorf Zinna bewirtschaftet, somit 50 Hufen in Studenitz. Im Jahr 1716 bemühten sich zehn Personen aus Wittbrietzen, Grüna, Hohengörsdorf, Lichterfelde, Salzbrunn und Wendisch Bork um eine Wiederbesiedlung der Fläche. Dies wurde jedoch vom Amt Zinna abgelehnt. Wenig später erfolgte dennoch eine Vermessung, um eine Bebauung vorzubereiten. Sie ergab im Jahr 1733 einen Bestand von 2033 Morgen (Mg) 106 Quadratruten (QR) (entsprechend 22 Hufen) aus dem Dorf Zinna sowie 30 Mg 36 QR Dorfstelle, 35 Mg 80 QR Forst und 1255 Mg 40 QR (entsprechend 28 Hufen) aus Mehlsdorf. Die Pläne wurden jedoch nicht realisiert und so erschien es letztmals im Jahr 1740 als obgleich sonsten Staudenitz ein eingegangenes Dorf gewesen seyn soll. Im Jahr 1801 waren die Anteile in den Feldmarken von Mehlsdorf und dem Dorf Zinna enthalten und gingen danach in den Feldmarken der genannten Dörfer auf.